# Sycantha
Sycantha is een geslacht van kalksponzen uit de familie Sycanthidae.

## Soorten
- Sycantha longstaffi (Jenkin, 1908)
- Sycantha tenella Lendenfeld, 1891